# Agylla marcata
Agylla marcata är en fjärilsart som beskrevs av William Schaus 1894. Agylla marcata ingår i släktet Agylla och familjen björnspinnare. Inga underarter finns listade i Catalogue of Life.